# 1423 w polityce
Wydarzenia polityczne w 1423 roku.

## Wydarzenia
- 27 kwietnia – w Bitwie pod Hořicami taboryci pokonali utrakwistów.
- październik - zjazd walny dostojników Korony w Warcie podjął uchwały kształtujące prawo pomimo nieobecności króla Władysława II Jagiełły[1]